# Joachim Horbacki
Joachim Horbacki herbu Szreniawa (zm. w 1795 lub ok. 1804) – duchowny unicki, brat Gedeona. W 1784 objął funkcję biskupa pińsko-turowskiego. Zrezygnował z funkcji 1 września 1793.
Odznaczony Orderem Świętego Stanisława w 1789 roku.